# Eumenes erythraspis
Eumenes erythraspis är en stekelart som beskrevs av Cameron 1910. Eumenes erythraspis ingår i släktet krukmakargetingar, och familjen Eumenidae. Inga underarter finns listade i Catalogue of Life.